# Jewgeni Sergejewitsch Tilitschejew
Jewgeni Sergejewitsch Tilitschejew (russisch Евгений Сергеевич Тиличеев; * 1. Juni 1946 in Leningrad, Sowjetunion; † 13. April 2021 in Sankt Petersburg) war ein russischer Schauspieler und Operettensänger.

## Leben
Tilitschejew wurde 1946 als zweiter Sohn des Berufssoldaten Sergej Tilitschejew und dessen Frau Wera in Leningrad geboren. Er absolvierte seine Ausbildung im Pantomimestudio des Lensowjet-Theaters in Leningrad unter der Leitung von Rudolf Jewgenjewitsch Slawski. Nach seinem Abschluss ging er nach Moskau, wo er seine Karriere am Theater beginnen wollte. Zunächst wurde er jedoch in die Sowjetarmee eingezogen und diente von 1965 bis 1968 in Perm. Nach dem Militärdienst wurde Tilitschejew zum Studium am Leningrader Institut für Theater, Musik und Kinematographie angenommen, das er 1972 abschloss.
Im selben Jahr wurde Tilitschejew Solist am Leningrader Theater der musikalischen Komödie, wo er in über 40 klassischen Operetten und modernen Musicals die Hauptrolle übernahm. Parallel war Tilitschejew seit Mitte der 1970er Jahre in mehreren sowjetischen Film- und Fernsehproduktionen zu sehen. So trat er unter anderem in Nadeschda Koschewerowas Märchenfilmen Die Nachtigall (1980) und Die Prinzessin mit der Eselshaut (1982) auf. 1985 verkörperte Tilitschejew in Elem Klimows Antikriegsfilm Komm und sieh den mit den Deutschen kollaborierenden estnischen Übersetzer Geschel.
1998 wurde er als Verdienter Künstler der Russischen Föderation (Заслуженный артист Российской Федерации) ausgezeichnet. 2011 erhielt er den Orden der Freundschaft (Орден Дружбы).

## Filmografie (Auswahl)
- 1974: Царевич Проша
- 1976: Труффальдино из Бергамо (Fernsehfilm)
- 1978: Три ненастных дня (Fernsehfilm)
- 1979: Сумка инкассатора (Fernsehfilm)
- 1979: Голый король (Fernsehfilm)
- 1980: Die Nachtigall (Соловей)
- 1981: Это было за Нарвской заставой (Fernsehfilm)
- 1981: Семь счастливых нот (Fernsehfilm)
- 1982: Die Prinzessin mit der Eselshaut (Ослиная шкура)
- 1985: Komm und sieh (Иди и смотри)
- 1985: Один за всех! (Fernsehfilm)
- 1986: Прекрасная Елен (Fernsehfilm)
- 1987: Привидение из города Ойленберга (Fernsehfilm)
- 1989: Музыкальные игры (Fernsehfilm)
- 1991: Дура
- 1993: Разборчивый жених
- 1993: Чёpтовы куклы
- 1994: Жизнь и приключения четырех друзей 3
- 2013: Шерлок Холмс (Fernsehserie, 1 Episode)

## Operetten und Musicals (Auswahl)
- 1972: Как сделать карьеру (Debüt)
- 1972: Попович
- 1973: Охтинский мост
- 1974: Ах, эта прекрасная оперетта!
- 1975: Парижская жизнь
- 1975: Гирос
- 1975: Мой друг бенбер
- 1975: Мадемуазель Нитуш
- 1976: Прощай, Арбат!
- 1976: Фиалка Монмартра
- 1977: Труффальдино
- 1977: Мама, я женюсь
- 1978: Прекрасная Елена
- 1980: Старик Хоттабыч
- 1980: Свадьба с генералом
- 1981: Девичий переполох
- 1981: Сержант Кинг
- 1983: Ордер на убийство